# Kalanchoe delagoensis
Kalanchoe delagoensis é uma planta suculenta nativa de Madagascar. Assim como outros membros da seção Bryophyllum do gênero Kalanchoe, é notável por desenvolver vegetativamente pequenas plântulas nas franjas das suas folhas. A autoridade científica da espécie é Eckl. & Zeyh., tendo sido publicada em Enum. Pl. Afric. Austral. 305 1837.
A capacidade da planta de reproduzir-se vegetativamente, a sua tolerância à seca, e a sua popularidade como planta ornamental, permitiram-lhe tornar-se numa planta invasora em locais como a Austrália Oriental e muitas ilhas do Pacífico. Nos Neotrópicos é até ocasionalmente polinizada por beija-flores.
Além de tomar o lugar de plantas nativas, B. delagoensis é também indesejada por conter cardioglicosídeos bufadienolidas os quais podem causar envenenamento cardíaco, sobretudo em animais que pastam. Em 1997, 125 cabeças de gado morreram depois de ingerirem esta erva próximo de Moree, Nova Gales do Sul, Austrália.

## Sinônimos
A espécie Bryophyllum delagoense possui 5 sinônimos reconhecidos atualmente.
- Bryophyllum delagoense (Eckl. & Zeyh.) Schinz
- Bryophyllum tubiflorum Harv.
- Bryophyllum verticillatum (Elliott) A.Berger
- Geaya purpura Costantin & Poiss
- Kalanchoe verticillata Scott-Elliot

## Galeria

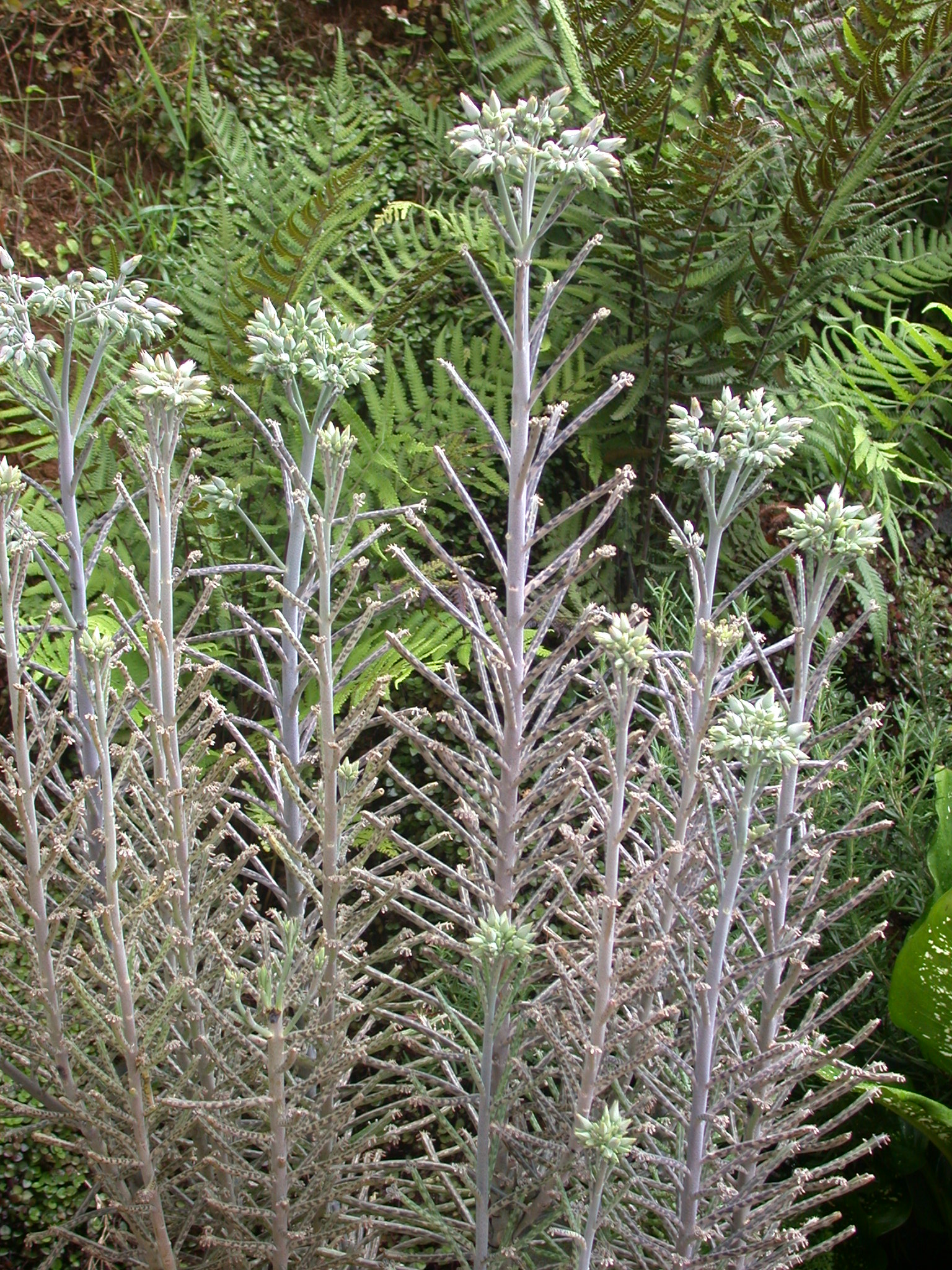
Planta
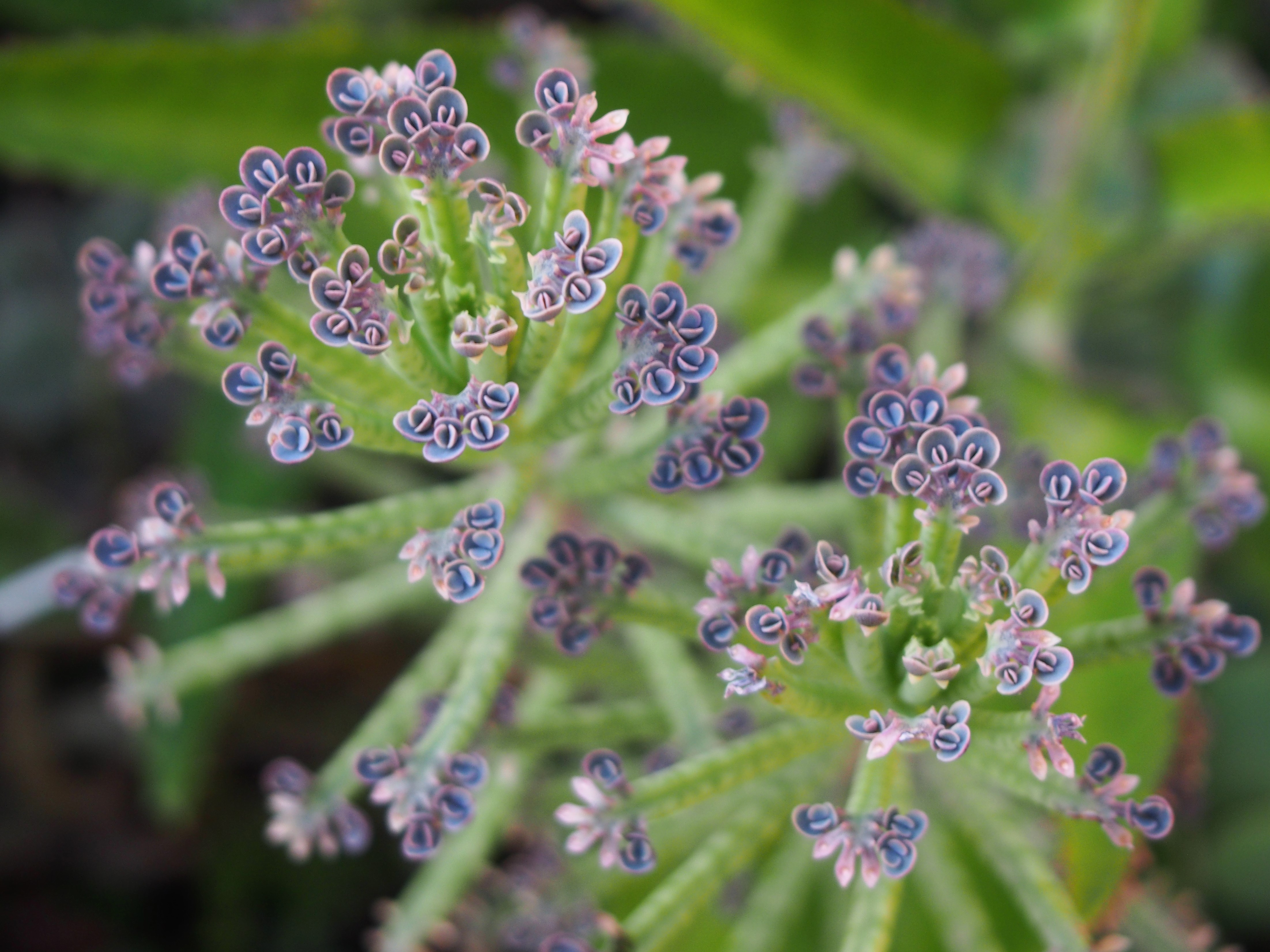
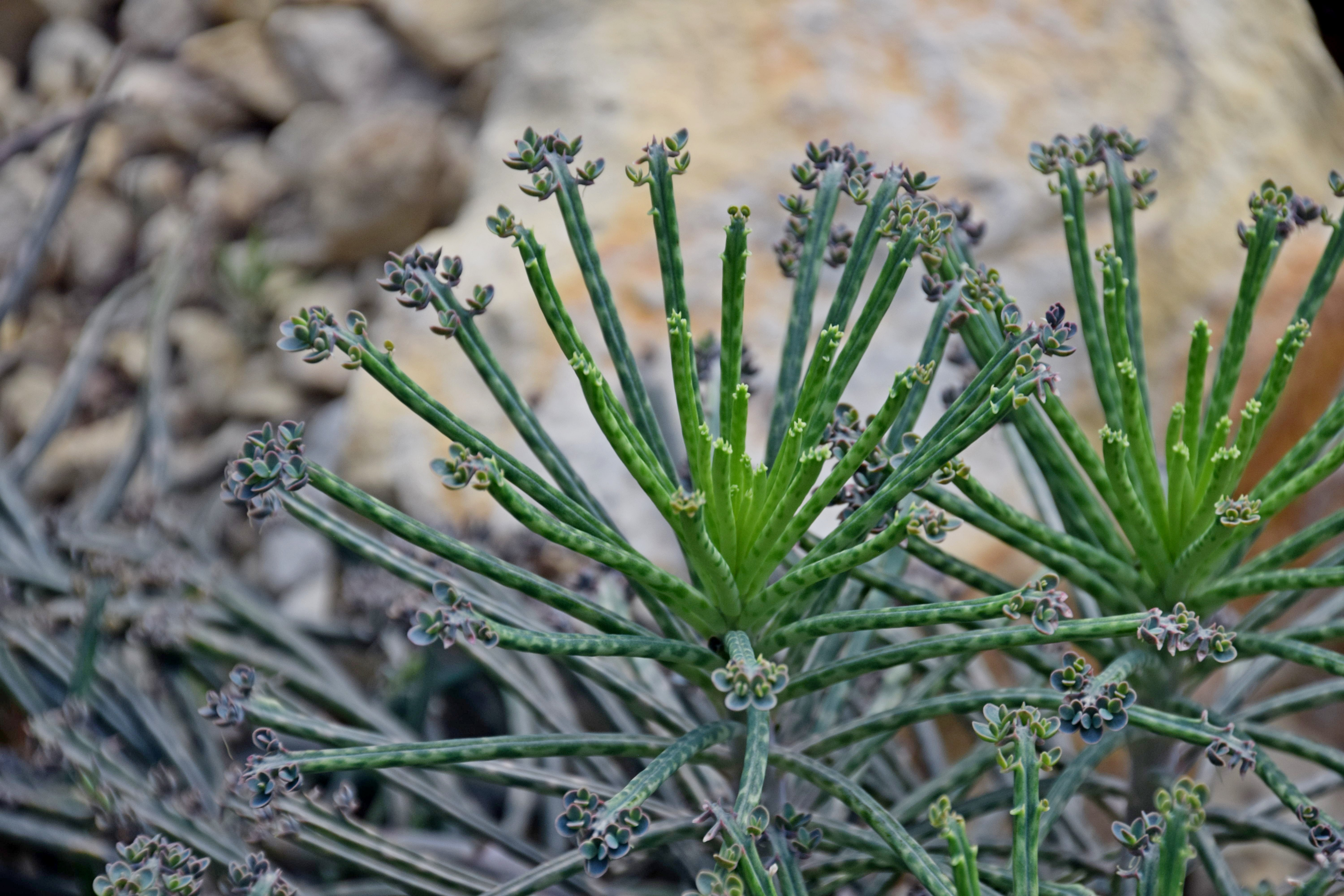
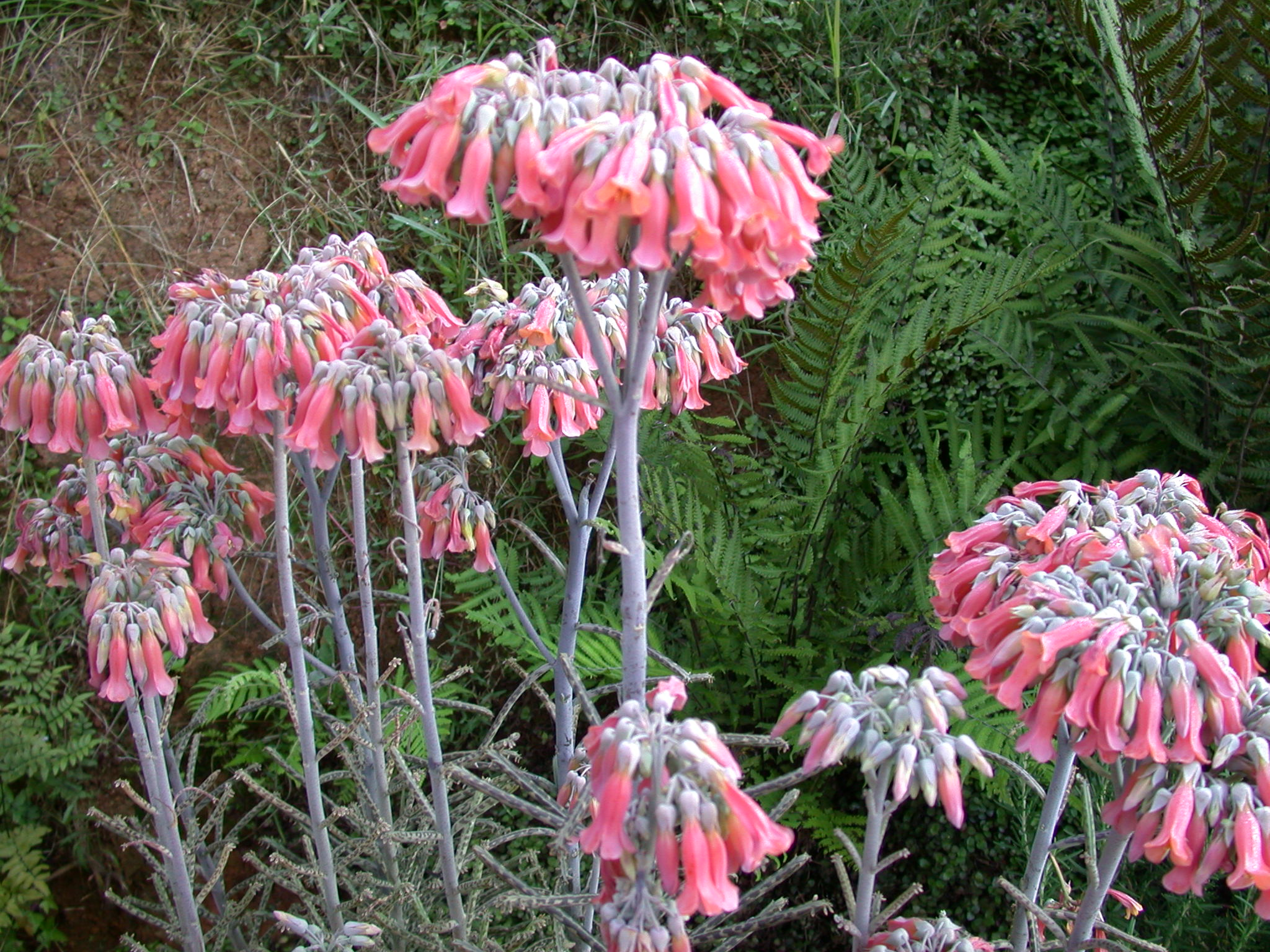
Flores